# سیارک ۷۰۴۹
سیارک ۷۰۴۹ (به انگلیسی: 7049 Meibom، نامگذاری:1981UV21) هفت هزار و چهل و نهمین سیارک کشف شده‌است که در ۲۴ اکتبر ۱۹۸۱ کشف شد.
قدر مطلق سیارک برابر ۱۸.۶ است.